# Nähe des Geliebten

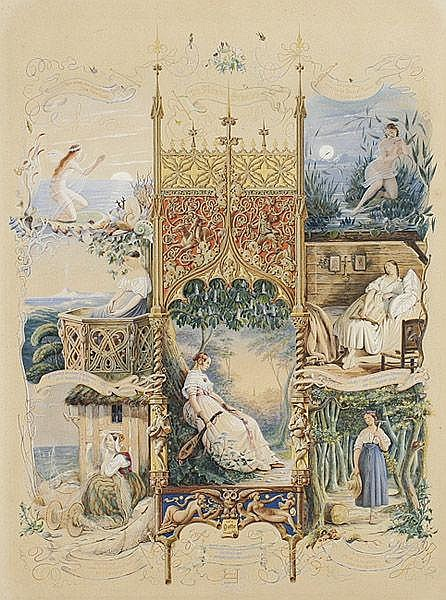
Nähe des Geliebten, Illustration zu Goethes gleichnamigen Gedicht von Hermann Wilhelm Soltau, 1845

Nähe des Geliebten ist ein Gedicht von Johann Wolfgang von Goethe, das im Jahr 1795 verfasst und ein Jahr später in Friedrich Schillers Musen-Almanach veröffentlicht wurde.
Das Werk wird der Epoche der Weimarer Klassik zugeordnet und ist eine Kontrafaktur des Gedichts Ich denke dein von Friederike Brun, das 1795 von Johann Heinrich Voß gedruckt und von Carl Friedrich Zelter vertont worden war.

## Inhalt
Die vier Strophen lauten:
Ich denke dein, wenn mir der Sonne Schimmer

Vom Meere strahlt;

Ich denke dein, wenn sich des Mondes Flimmer

In Quellen malt.

Ich sehe dich, wenn auf dem fernen Wege

Der Staub sich hebt;

In tiefer Nacht, wenn auf dem schmalen Stege

Der Wandrer bebt.

Ich höre dich, wenn dort mit dumpfem Rauschen

Die Welle steigt.

Im stillen Haine geh' ich oft zu lauschen,

Wenn alles schweigt.

Ich bin bei dir; du seist auch noch so ferne,

Du bist mir nah!

Die Sonne sinkt, bald leuchten mir die Sterne.

O, wärst du da!
Bei dem vierstrophigen Gedicht handelt es sich um Rollenlyrik, indem das lyrische Ich sich in die Situation einer Frau versetzt, die sich nach dem Geliebten sehnt. In der vierzeiligen Strophenform werden die Paare durch Kreuzreime miteinander verbunden. Die Verszeilen von sehr unterschiedlicher Länge, in denen jambische Fünf- und Zweiheber mit jeweils weiblicher und männlicher Kadenz enden, stehen in einer Tradition, die Ewald Christian von Kleist mit seinem Lied eines Lappländers begründete.
Als Goethe im April 1795 bei Gottlieb Hufeland Zelters Vertonung hörte, sprach ihn die Musik sofort an, motivierte ihn zu einer eigenen Dichtung und führte zu einer langen und einflussreichen Freundschaft mit dem Komponisten. Während sich in der Liebesklage der populären dänischen Schriftstellerin Friederike Brun Gefühlspathos mit empfindsamer, bisweilen sentimentaler Gedankenlyrik verband, milderte Goethe den getragenen Ton und die Leidenschaft ab, kürzte die 11 Strophen des Vorbildes auf vier und formte das Gebilde prägnanter durch.

## Resonanz in der Popkultur
Die polnische Sängerin Ewa Demarczyk hatte das Gedicht in ihrem Repertoire. Sie sang den Originaltext stets in deutscher Sprache. Die Musik und das Arrangement stammten von Andrzej Zarycki.